# Берёзовка (деревня, Альметьевский район)
 Берёзовка  — деревня в Альметьевском районе Татарстана. Входит в состав Ямашского сельского поселения.

## География
Находится в юго-восточной части Татарстана на расстоянии приблизительно 12 км по прямой на север от районного центра города Альметьевск у речки Ямашка.

## История
Основана в 1920-х годах.

## Население
Постоянных жителей было: в 1926—319, в 1938—307, в 1949—269, в 1958—218, в 1970—188, в 1979—115, в 1989 — 33, в 2002 — 27 (русские 96 %), 47 в 2010.